# Comitatul Chilton, Alabama
Comitatul Chilton, conform originalului din limba engleză, Chilton County (cod FIPS 01 - 021), este unul din cele 67 de comitate ale statului Alabama, Statele Unite ale Americii.